# Мерчант, Натали
Натали́ Энн Ме́рчант (англ. Natalie Anne Merchant; 26 октября 1963, Джеймстаун, Нью-Йорк, США) — американская певица, автор песен, композитор, пианистка и клавишница.

## Биография
Натали Энн Мерчант родилась 26 октября 1963 года в Джеймстауне (штат Нью-Йорк, США) в семье Энтони и Энн Мерчант. У Натали есть трое братьев и сестёр.
Натали начала свою музыкальную карьеру в 1981 году, став участницей музыкальной рок-группы 10,000 Maniacs, в составе которой она выпустила 9 музыкальных альбомов. После ухода из группы в 1993 году Мерчант начала сольную карьеру и выпустила 6 сольных музыкальных альбомов. В 1995−98 годах была приглашённым гостем комедийного шоу «Субботним вечером в прямом эфире».
В 2003−12 годах Натали была замужем за Дэниелом де ла Кэллем. У бывших супругов есть дочь — Люсия де ла Кэлл (род. 2003).